# Vlajka Českého Krumlova

Vlajka Českého Krumlova
Poměr stran: 2:3

Vlajka Českého Krumlova, je tvořena listem o poměru stran 2:3, se třemi vodorovnými pruhy, modrým, bílým a modrým, v poměru šířek 1:4:1, přičemž ve středu prostředního pruhu je červená růže se žlutým semeníkem a zelenými kališními lístky. Podle doporučení podvýboru pro heraldiku a vexilologii by růže měla mít průměr 1/2 či 2/3  šířky vlajky.
Pětilistá růže pochází z původního erbu pánů z Rožmberka.

## Historie
Původní zelenobílý městský prapor nebyl z heraldického hlediska správný, proto byla přijata nová vlajka. Jeho nová, modrobílá podoba s pětilistou rožmberskou růží, vychází z historického městského znaku, jehož podobu stvrdil v roce 1671 Jan Kristián z Eggenbergu. Tento znak byl na vlajce poněkud upraven, aby nedocházelo k záměnám s vlajkou města Hodonína, která je českokrumlovské vlajce podobná.

Vlajka Hodonína (pro porovnání) Poměr stran: 2:3

Vlajka byla městu udělena 14. června 2001 tehdejším předsedou Poslanecké sněmovny Parlamentu České republiky Václavem Klausem rozhodnutím č. 62, viz v REKOSu.